# Dasyhelea trigonata
Dasyhelea trigonata är en tvåvingeart som beskrevs av Mayer 1934. Dasyhelea trigonata ingår i släktet Dasyhelea och familjen svidknott. Inga underarter finns listade i Catalogue of Life.